# Åmål (comune)
Åmål è un comune svedese di 12 341 abitanti, situato nella contea di Västra Götaland. Il suo capoluogo è la cittadina omonima.

## Località
Nel territorio comunale sono comprese le seguenti aree urbane (tätort):
- Åmål
- Fengersfors
- Tösse

## Amministrazione

### Gemellaggi
- Loimaa
- Türi
- Drøbak
- Grenaa
- Gadebusch
- De Pere
- Kubrat